# Kupparinsaari
Kupparinsaari är en ö i Finland. Den ligger i sjön Kyyvesi och i kommunen Sankt Michel i den ekonomiska regionen  S:t Michel och landskapet Södra Savolax, i den södra delen av landet, 230 km nordost om huvudstaden Helsingfors. Öns area är 10,7 hektar och dess största längd är 0,9 kilometer i sydöst-nordvästlig riktning.